# Gelada
Gelada (lat. Theropithecus gelada) - je vrsta majmuna starog svijeta, jedina članica roda Theropithecus.
Obitava na visoravnima i planinama sjeverozapadne Etiopije i Eritreje. Najviše obitava u nacionalnom parku Semienu u Etiopiji. Uglavnom se nalaze na 2000-5000 m nadmorske visine. 
Prednja duga dlaka čini neku vrstu kabanice. Koža na prsima i grlu je bez dlaka, crvene boje i izgleda ovisno o spolnom ciklusu. U mužjaka, tu je bujna griva.
Gelada se hrani travom, a u nedostatku i voćem i cvijećem. Žive u obiteljskim skupinama, koje mogu imati do 70 članova. Obiteljska skupina sastavljena je od jednog mužjaka i nekoliko ženki s mladima. Trudnoća traje 5-6 mjeseci. Očekivani životni vijek u divljini nije poznat. U zatočeništvu žive više od 30 godina.
Dosad opisane dvije podvrste gelade su: Theropithecus gelada gelada i Theropithecus gelada obscurus.